# Лён обыкновенный
Лён обыкнове́нный, или лён посевно́й (лат. Línum usitatíssimum) — однолетнее травянистое растение, вид растений рода Лён (Linum) семейства Льновые (Linaceae).

## Ботаническое описание

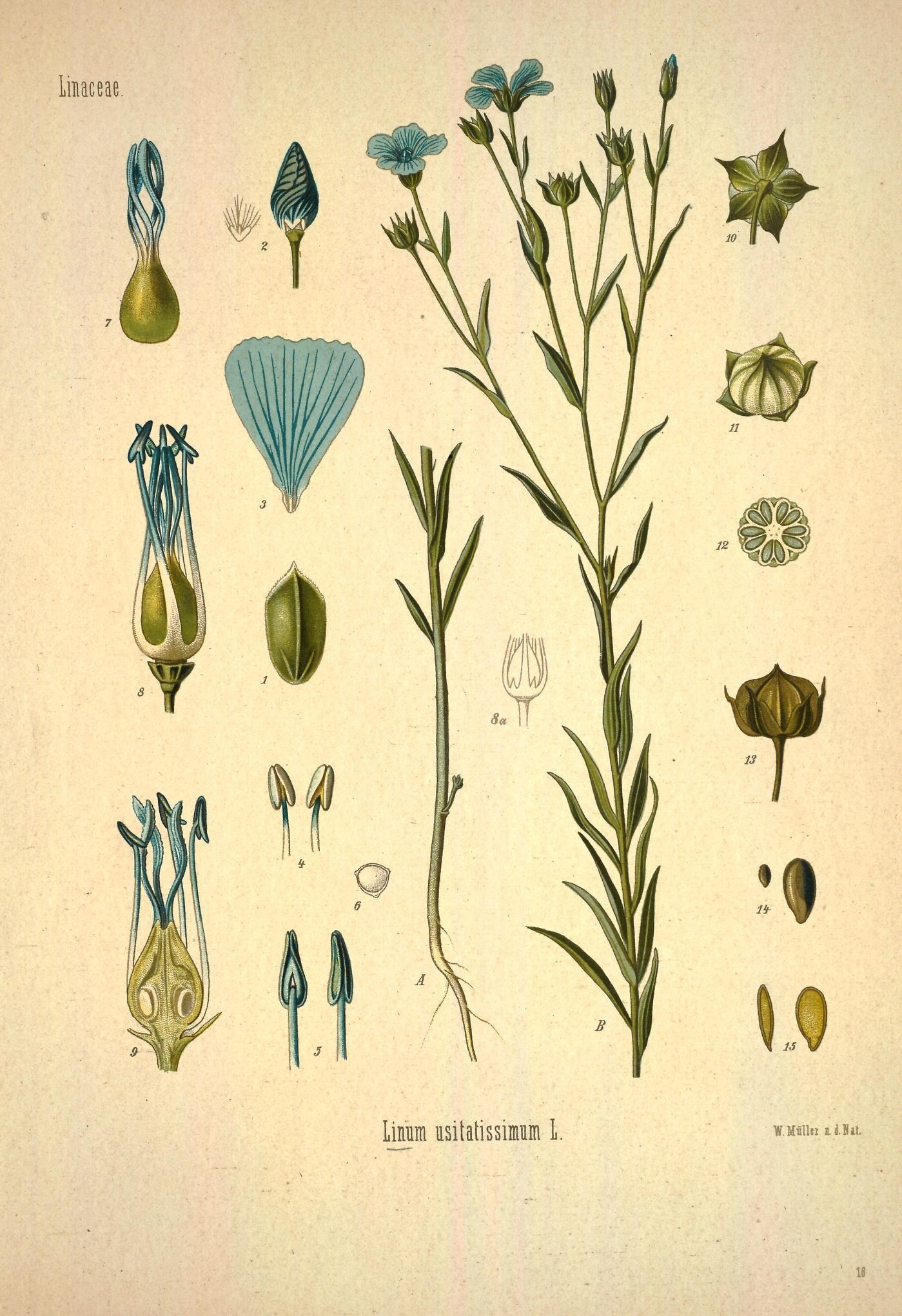

Главный стержневой корень довольно короткий, беловатый, с небольшим числом более крупных первичных ответвлений, но с многочисленными тонкими корешками.
Стебель 1(3), 60—120(150) см высотой, большей частью прямостоячий и прямой, тонкий, цилиндрический, чаще простой, ветвящийся лишь в верхней части (в соцветии), бледно-зелёный, со слабым восковым налётом.
Листья весьма многочисленные, сравнительно негусто спирально расположенные, 2—3 см длиной, 3—4 мм шириной, линейные или линейно-ланцетные, наиболее крупные ланцетные, на верхушке острые, сидячие, слегка сизоватые от стирающегося, сравнительно слабо выраженного воскового налёта, гладкие по краю, с тремя жилками.
Соцветие — рыхлая извилина, иногда переходящая в завиток, с ланцетными прицветниками. Цветки сравнительно немногочисленные, большей частью средней величины или довольно мелкие, 1,5—2,4 см в диаметре, на довольно длинных цветоножках, превышающих длину чашечки, утолщённых на верхушках и снабжённых сочленением ниже утолщения. Чашелистики 5—6 мм длиной, травянистые, яйцевидные или яйцевидно-ланцетные до продолговато-яйцевидных, острые или коротко приострённые на верхушке, с острым килем, с 2—5, а большей частью с тремя жилками, внутренние несколько более широкие, белоплёнчато окаймлённые, на верхушке по краю шероховатые, тонко реснитчатые. Лепестки 12—15 мм длиной, клиновидно-обратнояйцевидные, на верхушке несколько скошено округлённые или притуплённые, цельнокрайные или слегка городчатые, гладкие или слегка гофрированные, голубые или синие с более тёмными жилками, реже белые, розовые или красновато-фиолетовые, книзу суженные в белый, при основании жёлтый ноготок, рано опадающие. Тычинки с линейными, белыми, в верхней части тёмно-синими нитями; тычиночная трубка короткая, кольцевидная; стаминодии треугольной формы, иногда неявственные; пыльники продолговатые, большей частью синие, изредка жёлтые или оранжевые. Завязь яйцевидная, зелёная; столбик с клиновидно-линейными рыльцами, тёмно-синий, до фиолетового. Цветет с июня по июль.
Плод — Коробочка 6—8 мм длиной, 5,7—6,8 мм в диаметре, приплюснуто-шаровидная или шаровидно-яйцевидная, с остающейся на ней чашечкой и с небольшим остроконечием на верхушке, желтоватая, большей частью без антоциановой окраски, лишь изредка перед созреванием слабо окрашенная, нерастрескивающаяся; ложные перегородки голые или реже с ресничками. Семена обычно в числе 10, иногда их меньше, 3,3—5 мм длиной, яйцевидные или удлинённо-эллиптические, несколько неравнобокие, сильно сплюснутые, округлённые при основании, островатые на верхушке, светло-коричневые до тёмно-бурых, изредка зеленовато-жёлтые, совершенно гладкие, блестящие.
|                                      |  |  |
| Слева направо: цветок, плоды, семена |  |  |

## Химический состав
Стебли и листья содержат гликозид линамарина, около 20 фенолкарбоновых кислот (п-кумариновая, п-оксибензойная, феруловая, хлорогеновая, кофеилхинная и другие).
Семена содержат жирное высыхающее масло (30—48 %), белок, углеводы, слизь (до 12 %), органические кислоты, стерины, линоцинамарин. В состав жирного масла входят глицериды линоленовой (35—45 %), линолевой (25—35 %), олеиновой (15—20 %), пальмитиновой и стеариновой кислот.
В оболочках семян найдены линокофеин, линоцинамарин, глюкозид линамарин и метиловый эфир Р-окси-р-метилглутаровой кислоты.
Лён является рекордсменом по содержанию т.н. омега-3 жиров, причём содержание омега-6 жиров в семенах невысокое (подробнее см. льняное масло).

## Значение и применение
Лён — древнейшая масличная культура, возделывавшаяся в районе Иерихона на заре неолитической революции. В России выращивается в качестве яровой культуры. Из стеблей получают волокно, идущее на изготовление одежды, строительного утеплителя, уплотнительного материала в сантехнике («пакля»). Из семян методом холодного прессования получают масло. Льняное масло (холодного отжима) используется нередко в пищу, но, главным образом, для технических целей (например, для изготовления лаков, олифы, красок, а также непромокаемых тканей, клеёнок). В частности, масло применялось художниками в Европе в средние века для придания блеска картинам. Питательные маски из льна способствуют разглаживанию кожи.
| Страна         | 2005 | 2014 | 2019 | 2022 |
| -------------- | ---- | ---- | ---- | ---- |
| Россия         | 37   | 365  | 659  | 1767 |
| Казахстан      | 1    | 420  | 1007 | 846  |
| Канада         | 991  | 883  | 486  | 473  |
| Китай          | 475  | 387  | 340  | 290  |
| Индия          | 170  | 142  | 99   | 126  |
| США            | 500  | 162  | 143  | 109  |
| Эфиопия        | 152  | 83   | 80   | 84   |
| Великобритания | 85   | 39   | 27   | 48   |
| Украина        | 28   | 47   | 15   | 27   |

### История возделывания
Вероятно, что родина этого растения — горные районы Индии, Китая и Средиземноморья. Сегодня его широко возделывают в умеренной зоне Европы, Азии и Северной Америки, а также в Северной Африке.
На территорию России лён попал из Азии. Семена льна-долгунца были обнаружены при раскопках Модлонского свайного поселения (начало II тысячелетия до н. э.) на реке Модлона. В X—XI веках в Киевской Руси крестьяне возделывали лён на волокно и на масло, платили им оброк и подати. Товарное льноводство на Руси возникло в XIII веке.
Целебные свойства льняного семени были известны древним грекам. Гиппократ рекомендовал употреблять его при воспалении слизистых оболочек. В качестве лекарственного сырья используют семя льна (лат. Semen Lini), которое собирают в период полной зрелости. Семена льна с горячей водой дают густую слизь, обладающую лёгким слабительным, обволакивающим, мягчительным, противовоспалительным и обезболивающим действием и используются при лечении воспалений пищевода и язвенной болезни желудка. Фармацевтическая промышленность выпускает препарат «Линетол», полученный из льняного масла, который применяется внутрь для лечения и профилактики атеросклероза, а также наружно при лечении химических и термических ожогов и лучевых поражений кожи. Льняное масло Oleum Lini применяют как слабительное, а также в качестве мочегонного средства.

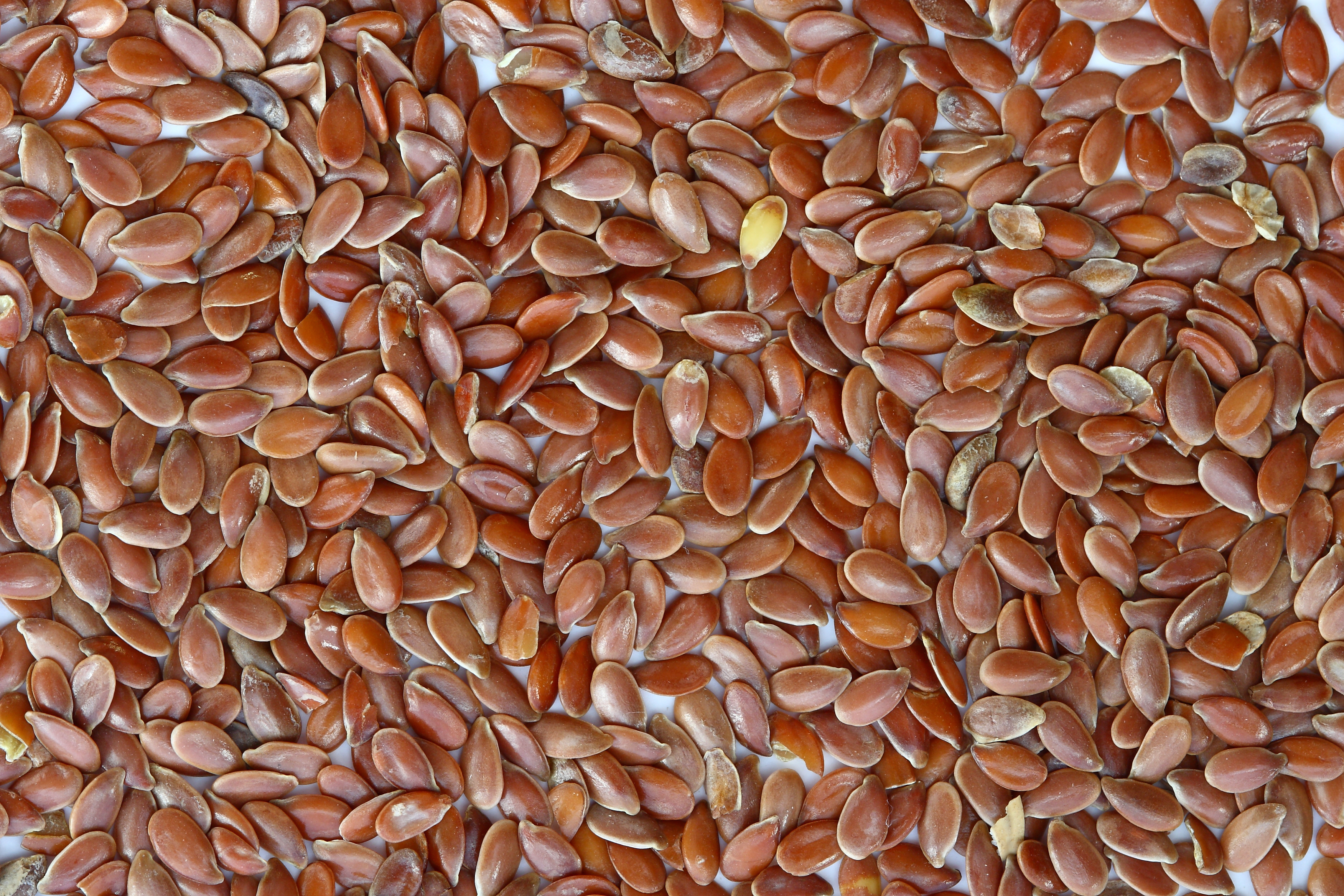
Семя льна — источник Омега-3-ненасыщенных жирных кислот, важный компонент диетического и веганского питания

### Хозяйственная классификация льна обыкновенного
У вида Лён обыкновенный выделяется 4 подгруппы сортов, представители которых имеют наибольшую популяцию и востребованность:
- лён-долгунец;
- лён-кудряш (масличный);
- лён-межеумок;
- стелющийся лён.[7]

Лён-долгунец имеет высокий стебель (в среднем 120 см) и слабо ветвящуюся верхушку, на которой расположены 2-3 коробочки с семенами.  Основное предназначение льна-долгунца — волокно. Среднее содержание в стеблях волокна составляет 20-30 %.
Если основная цель выращивания льна заключается в получение не волокна, а семян, то необходимо выращивать лён-кудряш. Внешне лён-кудряш, он же рогач, относится к категории низкорослых растений и сильно ветвящимися стеблями. Растение имеет до 80 коробочек на одной единице, да и семена по размеру более крупные по сравнению с семенами льна-долгунца. Семена содержат до 47 % жира, поэтому его еще называют масленичный лён.
Лён-межеумок занимает среднюю нишу между долгунцом и кудряшом. Основная цель выращивания — получение масла.
Меньшее распространение получила группа стелющегося льна. Представители группы характеризуются облиственностью стебля и небольшими соцветиями голубого цвета. Семена растения имеют бурый окрас и мелкую форму.
Произрастает стелющийся лён по большей части в степях и долинах как дикорастущее растение. Однако наибольшие популяции стелющегося льна наблюдаются в предгорных и холмистых районах.
В Российский Государственный реестр селекционных достижений, допущенных к использованию в 2022 году, включено 50 сортов Лён масличный и  71 сорт Лён-долгунец.
Рейтинг 10 сортов льна-долгунца по объемам высева в Российской Федерации в 2021 году 

### Производство льноволокна
В 2014 году мировое производство льноволокна составило 2,6 миллиона тонн, в 2016 — 2,9 миллиона тонн. Более 75 % мирового производства приходится на четыре страны — Россию, Канаду, Казахстан и Китай.
Площадь посевов льна-долгунца в мире на середину 1980-х годов составляла 1,5 млн га. Более 70 % мировой площади (1,06–1,1 млн га) было сосредоточено в СССР.
В 2023 году посевная площадь льна-долгунца в России составила 35,2 тысяч гектар. ТОП-10 регионов России по посевным площадям:
1. Удмуртская Республика - 6,1 тысяч га
2. Омская область - 5,4 тысяч га
3. Смоленская область - 3,8 тысяч га
4. Нижегородская область - 3,3 тысяч га
5. Республика Татарстан - 2,6 тысяч га
6. Тверская область - 2,2 тысяч га
7. Вологодская область - 2,1 тысяч га
8. Ивановская область - 1,7 тысяч га
9. Ярославская область - 1,1 тысяч га
10. Новосибирская область - 0,7 тысяч га

| Крупнейшие производители льна (тысяч тонн) | Крупнейшие производители льна (тысяч тонн) | Крупнейшие производители льна (тысяч тонн) | Крупнейшие производители льна (тысяч тонн) |
| Страна                                     | 2014 год                                   | 2016 год                                   |                                            |
| ------------------------------------------ | ------------------------------------------ | ------------------------------------------ | ------------------------------------------ |
| Россия                                     | 365,1                                      | 672,7                                      |                                            |
| Канада                                     | 872,5                                      | 579,0                                      |                                            |
| Казахстан                                  | 420,0                                      | 561,8                                      |                                            |
| Китай                                      | 387,0                                      | 364,8                                      |                                            |
| США                                        | 161,8                                      | 219,9                                      |                                            |
| Индия                                      | 141,0                                      | 125,0                                      |                                            |

В условиях Чуйской долины хорошо посещается пчёлами, которые собирают на его цветках в основном нектар, причем количество пчёл за период наблюдения в 4—5 раз больше, чем диких насекомых. Один гектар в 1957 году дал 12,6 кг мёда, а в 1958 — 9кг.
Льняные жмыхи составляют хороший корм для молочного скота. Льняная мякина, получаемая от раздавленных коробочек, служит для кормления свиней.
Из льняного семени изготавливают льняную муку, которую используют в кулинарии.
Лён обыкновенный — официальная цветочная эмблема шведской провинции Хельсингланд.
|                                 |  |  |
| Уборка льна-долгунца на волокно |  |  |

### Агротехника возделывания льна
Сумма активных положительных температур для полного развития льна масличного от прорастания семени до созревания составляет 1600-1850 °С. Это как раз и определяет ареал возделывания льна масличного.
Селекционеры ВНИИМК вывели первый в мире зимующий сорт (двуручка) масличного льна «Снегурок», районированный для всех 12 агроклиматических регионах России. Он способен выдерживать зимние морозы до минус 20–23 °C. Это позволит существенно расширить географию возделывания этой культуры .
При соблюдении элементарных требований агротехники масличный лён дает высокий экономический эффект и дает рентабельные урожаи даже в условиях острых засух. Площади под выращивание льна масличного в России за последние 10-15 лет увеличились в более чем в 20 раз. По состоянию на 2020 год посевная площадь масличного льна составляет около 1 млн га. Доля России в мировом производстве 26%.
Минсельхозом России планируется посевная площадь масличного льна под урожай 2023 года – не менее 2,2 млн гектаров, что больше первоначального плана .
Лучшими предшественниками для льна масличного являются: зерновые колосовые, кукуруза, сахарная свекла, картофель, соя, пар. Недопустимыми предшественниками являются многолетние травы и сам лен, срок возврата на прежнее поле составляет не менее 7 лет. Воздействием своей корневой системы лен масличный улучшает структуру почвы и способствует разрушению плужной подошвы. Срок посева — ранний. Минимальная температура для прорастания семян 5-6 °С .
Лён — одна из немногих технических культур, которая обеспечивает потребителей одновременно двумя видами продукции — волокном и семенами. Посевные площади льна-долгунца в России составляют сегодня всего лишь 50 тыс. гектаров.  А по занимаемой площади масличного льна Россия находится в тройке мировых лидеров. Но в производстве волокна совершенно не используется солома масличного льна – её приходится сжигать, что приводит к загрязнению окружающей среды. Межеумки формируют меньше волокна и более низкого качества, чем у долгунцов, но его можно использовать для котонизации (специальная обработка волокна льна для превращения его в материал, сходный по строению с хлопком для упрощения прядения), а также направить на производство, например, строительных материалов и прочего и тем самым вести безотходное производство. Учеными Всероссийского института генетических ресурсов растений им. Н.И. Вавилова (ВИР) были отобраны перспективные сорта межеумков, пригодные для двустороннего использования в Северо-Западном регионе. Их возделывание более экономически и экологически выгодно,  а также позволяет получить дополнительное сырье для текстильной и строительной промышленности, машиностроения, химической, целлюлозно-бумажной и многих других отраслей народного хозяйства .

## Классификация

### Таксономическое положение
- Linum usitatissimum L., 1753, Sp. Pl. : 277

Вид Лён обыкновенный относится к роду Лён (Linum) семейства Льновые (Linaceae) порядка Мальпигиецветные (Malpighiales), который последовательно включается в клады Фабиды → Розиды → Суперрозиды → Эвдикоты → Цветковые растения. Таксономическая схема в соответствии с Системой APG IV по состоянию на декабрь 2023 года:
|  |                          |  |                                   |                                   |                   |  | еще 35 семейств | еще 35 семейств |                      |  |                 |  | еще 203 подтвержденных вида и 72 таксона, ожидающих подтверждения | еще 203 подтвержденных вида и 72 таксона, ожидающих подтверждения |  |
|  |                          |  |                                   |                                   |                   |  | еще 35 семейств | еще 35 семейств |                      |  |                 |  | еще 203 подтвержденных вида и 72 таксона, ожидающих подтверждения | еще 203 подтвержденных вида и 72 таксона, ожидающих подтверждения |  |
|  |                          |  |                                   | порядок Мальпигиецветные          |                   |  |                 |                 | род Лён              |  |                 |  |                                                                   |                                                                   |  |
|  |                          |  |                                   | порядок Мальпигиецветные          |                   |  |                 |                 | род Лён              |  | 1 разновидность |  |                                                                   |                                                                   |  |
|  | клада Цветковые растения |  |                                   |                                   | семейство Льновые |  |                 |                 | вид Лён обыкновенный |  |                 |  |                                                                   |                                                                   |  |
|  | клада Цветковые растения |  |                                   |                                   |                   |  |                 |                 |                      |  |                 |  |                                                                   |                                                                   |  |
|  |                          |  | ещё 63 порядка цветковых растений | ещё 63 порядка цветковых растений |                   |  |                 | еще 8 родов     | еще 8 родов          |  |                 |  |                                                                   |                                                                   |  |
|  |                          |  |                                   | ещё 63 порядка цветковых растений |                   |  |                 |                 | еще 8 родов          |  |                 |  |                                                                   |                                                                   |  |

## Синонимы
- Linum arvense Neck.
- Linum crepitans Dumort.
- Linum humile Mill.
- Linum indehiscens (Neilr.) Vavilov & Elladi
- Linum moroderorum Pau
- Linum reuteri Boiss. & Hausskn. ex Boiss.
- Linum sativum Hasselq.
- Linum trinervium B.Heyne ex Roth
- Linum usitatissimum f. usitatissimum
- Linum usitatissimum subsp. crepitans Elladi
- Linum usitatissimum subsp. humile (Mill.) N.M.Chernomorskaya
- Linum usitatissimum subsp. intermedium N.M.Chernomorskaya
- Linum usitatissimum subsp. latifolium (L.) Stank.
- Linum usitatissimum var. crepitans Boenn.
- Linum usitatissimum var. humile (Mill.) Pers.
- Linum usitatissimum var. indehiscens Neilr.
- Linum utile Salisb.